# Elaeocarpus floridanus

## Miêu tả
Elaeocarpus floridanus là một loài thực vật có hoa trong họ Côm. Loài này được Hemsl. mô tả khoa học đầu tiên năm 1896.
Elaeocarpus floridanus còn có 1 số tên gọi khác như Florida Elaeocarpus, Florida Silverbell và Florida Quandong.